# Cracticus torquatus
El verdugo acollarado (Cracticus torquatus) es una especie de ave paseriforme de la familia Artamidae que se alimenta de carroña. Es endémica de Australia. Se alimenta de pequeños vertebrados, como otras aves.
Tiene tres subespecies reconocidas:
- C. t. torquatus en el sudeste de Australia.
- C. t. cinereus en Tasmania.
- C. t. leucopterus en Australia meridional.

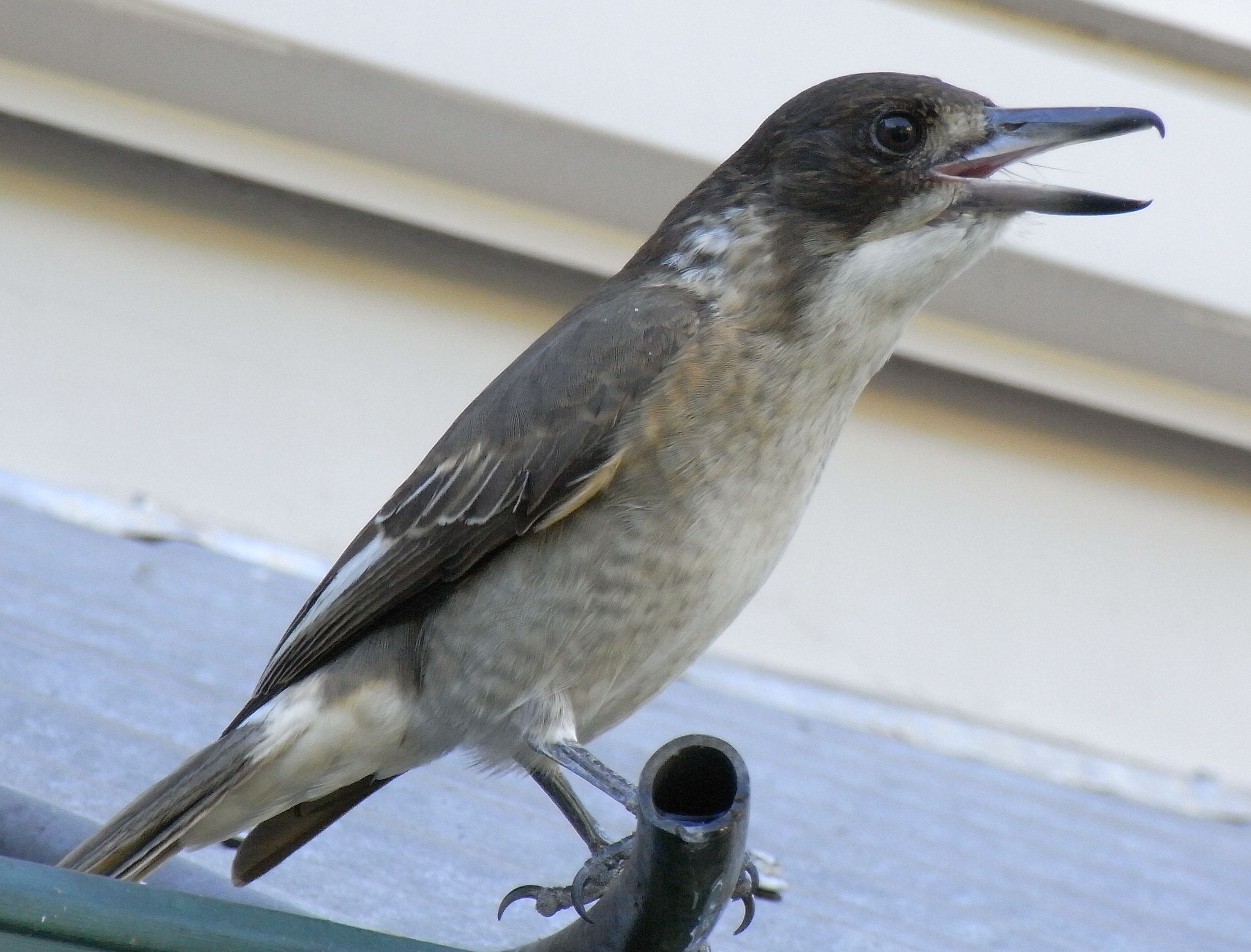
Juvenil.